# ポピー・モンゴメリー
ポピー・モンゴメリー （Poppy Montgomery、本名：Poppy Petal Emma Elizabeth Deveraux Donahue; 1972年6月19日-）は、オーストラリアの女優。
幾つかの情報サイトでは1975年生まれともされているが、多くの情報サイトでは1972年生まれとされている。
代表作は『WITHOUT A TRACE/FBI 失踪者を追え!』（サマンサ“サム”・スペード）、『アンフォゲッタブル 完全記憶捜査』（キャリー・ウェルズ）。

## 略歴
シドニー生まれ。
父はレストラン・オーナーのフィル・ドナヒュー、母は市場調査官 兼 重役のニコラ・ドナヒュー（旧姓・モンゴメリー）。
両親は自分の娘たちの名を花の名前からとり、兄弟の名はジェスロ・タルからとった。
当時のボーイフレンドと旅に出るために学校を中退し、18歳の時渡米。ジョイス・キャロル・オーツの小説『ブロンド』を基にした2001年放送の、CBSのミニシリーズ『偽りのブロンド 〜 マリリン・モンロー』でマリリン・モンローを演じ、2002年、100人の中から『WITHOUT A TRACE/FBI 失踪者を追え!』のサマンサ“サム”・スペード役に選ばれたことで人気が上がった。

### プライベート
2007年12月23日、ロサンゼルスにてモンゴメリーと俳優アダム・カウフマンの間に、男子が生まれた。
2014年11月11日、ショーン・サンフォードとの間に男児が誕生。

## フィルモグラフィー

### 映画
| 年   | 邦題/原題                                       | 役名           | 備考 |
| ---- | ----------------------------------------------- | -------------- | ---- |
| 1995 | 青いドレスの女 Devil In A Blue Dress            | バーバラの姉妹 |      |
| 1998 | デッドマン・オン・キャンパス Dead Man on Campus | レイチェル     |      |
| 1999 | カーラの結婚宣言 The Other Sister               | カロライン     |      |
| 1999 | エディ&マーティンの逃走人生 Life                | メイ・ローズ   |      |
| 2004 | How to Lose Your Lover                          | Allison        |      |
| 2005 | Between                                         | Nadine Roberts |      |

### テレビ
| 年        | 邦題/原題                                         | 役名                   | 備考                       |
| --------- | ------------------------------------------------- | ---------------------- | -------------------------- |
| 1994      | 絹の疑惑 シルク・ストーキング Silk Stalkings      | エンジェル             | 計2話出演                  |
| 1996      | サンフランシスコの空の下 Party of Five            | アリソン               | 計1話出演                  |
| 1996      | NYPDブルー NYPD Blue                              | リサ                   | 第3シーズン第11話「刺青」  |
| 1996      | コールドデシジョン The Cold Equations             | マリリン・リー・クロス | テレビ映画                 |
| 2001      | 偽りのブロンド 〜 マリリン・モンロー Blonde       | マリリン・モンロー     | ミニシリーズ               |
| 2002      | ルール4 Glory Days                                | エリー・スパークス     | 計9話出演                  |
| 2002-2009 | WITHOUT A TRACE/FBI 失踪者を追え! Without a Trace | サマンサ・スペード     | メインキャスト 計160話出演 |
| 2005      | スノー・ワンダー/奇蹟の降る日 Snow Wonder         | ポーラ                 | テレビ映画                 |
| 2011-2016 | アンフォゲッタブル 完全記憶捜査 Unforgettable     | キャリー・ウェルズ     | 主演 計61話出演            |
| 2019      | Reef Break                                        | Cat Chambers           | 主演                       |